# Adiantum wilesianum
Adiantum wilesianum är en kantbräkenväxtart som beskrevs av William Jackson Hooker. Adiantum wilesianum ingår i släktet Adiantum och familjen Pteridaceae. Inga underarter finns listade.